# Xingtianosaurus ganqi
Xingtianosaurus ganqi — вид тероподних динозаврів родини Caudipteridae, що існував в ранній крейді. Скам'янілості виявлені у відкладеннях формації Їсянь в провінції Ляонін, Китай. Описаний у 2019 році з решток черепа, частини хребта і коракоїда.